# Kosový potok
Kosový potok är ett vattendrag i Tjeckien. Det ligger i den västra delen av landet, 120 km väster om huvudstaden Prag.